# Ivanți, Horol
Ivanți (în ucraineană Іванці) este un sat în comuna Tarasivka din raionul Horol, regiunea Poltava, Ucraina.

## Demografie
Componența lingvistică a localității Ivanți
     Ucraineană (97,67%)
     Rusă (2,33%)
Conform recensământului din 2001, majoritatea populației localității Ivanți era vorbitoare de ucraineană (97,67%), existând în minoritate și vorbitori de rusă (2,33%).